# Nuova Zelanda ai VI Giochi olimpici invernali
La Nuova Zelanda partecipò ai VI Giochi olimpici invernali, svoltisi a Oslo, Norvegia, dal 14 al 25 febbraio 1952, con una delegazione di 3 atleti impegnati in una disciplina.